# Agly
Agly (katalánsky Aglí) je řeka na jihu Francie (Okcitánie) nedaleko hranic se Španělskem. Její celková délka je 81,7 km. Plocha povodí měří 1055 km² a pokrývá část území departementů Aude a Pyrénées-Orientales. Je jednou ze tří hlavních řek historického území Roussillon.
Podle řeky se jmenují obce Camps-sur-l'Agly a Espira-de-l'Agly.

## Průběh toku
Pramení pod sedlem Linas v oblasti Corbières departementu Aude v nadmořské výšce 940 m na území obce Bugarach severovýchodně od hory Pech de Bugarach. Následně protéká Galamuskou soutěskou a níže na toku už v departementu Pyrénées-Orientales naplňuje přehradní nádrž Caramany. Vlévá se do Lvího zálivu Středozemního moře mezi obcemi Le Barcarès a Torreilles.

### Přítoky
Přítoky delší než 10 km od pramene k ústí zachycuje tabulka:
| Řeka      | Místo soutoku            | Strana přítoku | Délka (km) |
| --------- | ------------------------ | -------------- | ---------- |
| Boulzane  | Saint-Paul-de-Fenouillet | pravá          | 34         |
| Désix     | Ansignan                 | pravá          | 32,4       |
| Maury     | Estagel                  | levá           | 18,6       |
| Verdouble | Estagel                  | levá           | 46,8       |
| Roboul    | Rivesaltes               | levá           | 17,8       |

## Vodní režim
Zdrojem vody jsou převážně dešťové srážky. Průměrný průtok vody činí u Le Barcarès 6,5 m³/s. Maximální průměrný průtok u Estagelu činí 12,20 m³/s v únoru a minimální 0,44 m³/s v srpnu.

## Využití

### Osídlení
Protéká městy Camps-sur-l'Agly, Saint-Paul-de-Fenouillet, Ansignan, Caramany, Latour-de-France, Estagel, Cases-de-Pène, Espira-de-l'Agly, Rivesaltes, Claira, Saint-Laurent-de-la-Salanque, Torreilles, Le Barcarès.